# Something Magic
| 전문가 평가 | 전문가 평가 |
| 평가 점수   | 평가 점수   |
| 출처        | 점수        |
| ----------- | ----------- |
| AllMusic    | [ 2 ]       |

《Something Magic》은 1977년 2월 25일에 발매된 영국의 프로그레시브 록 밴드 프로콜 하럼의 아홉 번째 스튜디오 음반이다.

## 배경
제리 리버와 마이크 스톨러 (밴드의 이전 음반을 프로듀싱했던)가 부재 중일 때 프로듀서 론과 호위 앨버트와 함께 작업하기로 결정한 프로콜 하럼은 음반에 필요한 충분한 자료를 가지고 마이애미로 날아갔다. 그러나 앨버트 부부는 이 트랙 중 5개 이상을 거부했고, 그룹이 사용하려던 자료에서 4개만 남았다. 그 후 보컬리스트 겸 작곡가이자 피아니스트인 게리 브루커는 브루커가 몇 년 동안 계속 사용해 온 작사가 키스 리드의 서사시 〈The Worm and The Tree〉를 제안했다. 19분짜리 대서사시(리드에 따르면 이 음반은 "언론이 어떻게 밴드를 해체하려 했는지"에 관한 것이었다)를 위한 음악 작곡과 오케스트라 편곡을 완성해야 한다는 압박이 거세지자 브루커는 마이애미 지역 편곡자 마이크 루이스에게 타이틀곡 〈Something Magic〉의 오케스트라 편곡을, 밴드 멤버 크리스 코핑에게 〈Skating on Thin〉의 목관악기 편곡을 맡겼다.

## 곡 목록
모든 곡들은 특별한 언급이 없는 한 게리 브루커와 키스 리드에 의해 작사/작곡하였다.
| #  | 제목                     | 작사·작곡         | 재생 시간 |
| -- | ------------------------ | ----------------- | --------- |
| 1. | 〈Something Magic〉      |                   | 3:34      |
| 2. | 〈Skating on Thin Ice〉  |                   | 4:46      |
| 3. | 〈Wizard Man〉           |                   | 2:37      |
| 4. | 〈The Mark of the Claw〉 | 믹 그래브험, 리드 | 4:37      |
| 5. | 〈Strangers in Space〉   |                   | 6:02      |

| #  | 제목                                                                                | 재생 시간 |
| -- | ----------------------------------------------------------------------------------- | --------- |
| 1. | 〈"The Worm & the Tree" Part One〉 - 〈Introduction〉 - 〈Menace〉 - 〈Occupation〉 | 7:48      |
| 2. | 〈"The Worm & the Tree" Part Two〉 - 〈Enervation〉 - 〈Expectancy〉 - 〈Battle〉   | 5:28      |
| 3. | 〈"The Worm & the Tree" Part Three〉 - 〈Regeneration〉 - 〈Epilogue〉              | 5:19      |